# Jan Olsson
För andra betydelser, se Jan Olsson (olika betydelser).
Jan Viktor Olsson, född 18 mars 1944 i Kungshamn, Sotenäs kommun, död 18 maj 2023, var en svensk fotbollsspelare med en lång karriär i Gais. Han spelade mittfältare eller försvarare (även anfallare) och var flerfaldig landslagsspelare.

## Karriär
Jan Olsson hämtades till Gais från Kungshamns IF 1965 och spelade för Gais i fem säsonger innan han blev proffs i VfB Stuttgart 1969. I Bundesliga gjorde han 64 matcher och 20 mål under två säsonger. 1971 återvände han till Sverige och Gais, fastän han hade möjlighet att stanna kvar i Tyskland. Gais supportrar hjälpte till att samla ihop till övergångssumman 50 000 kronor, den första av många gånger då fansen hjälpt klubben genom insamlingar. Totalt spelade Olsson 144 matcher för Gais och gjorde 25 mål. Han blev "årets makrill" 1968 och 1971 (andra gången tillsammans med hela laget).
Efter att ha varvat ner i Örgryte IS avslutades karriären i IF Väster, en lokal förening i västra Göteborg. 
Mellan juli 1994 och september 1995 var Olsson tränare i tyska Eintracht Braunschweig.

### I landslaget
Olsson var en hårdför mittfältare/back som blivit ihågkommen för sin hårda markering av den italienska anfallsstjärnan Luigi Riva under en gruppspelsmatch i VM 1970 i Mexiko. Sammanlagt gjorde han 22 A-landskamper för Sverige och gjorde 1 mål. Han spelade även 7 U21-landskamper (2 mål). Han tilldelades Guldbollen 1970.
Olsson ska inte blandas samman med landslagskollegan Jan Olsson (född 1942) som bär samma namn.

## Klubbar
- Kungshamns IF
- Gais
- VfB Stuttgart
- Gais
- Örgryte IS
- IF Väster